# 壮拟蝇虎
壮拟蝇虎（学名：Plexippoides validus）为跳蛛科拟蝇虎属的动物。在中国大陆，分布于贵州、湖南等地。该物种的模式产地在贵州。